# Pareuthyphlebs
Pareuthyphlebs es un género de mantis de la familia Toxoderidae. Tiene siete especies:
- Pareuthyphlebs arabica
- Pareuthyphlebs occidentalis
- Pareuthyphlebs palmonii
- Pareuthyphlebs popovi
- Pareuthyphlebs scorteccii
- Pareuthyphlebs somalica
- Pareuthyphlebs uvarovi